# Andijk

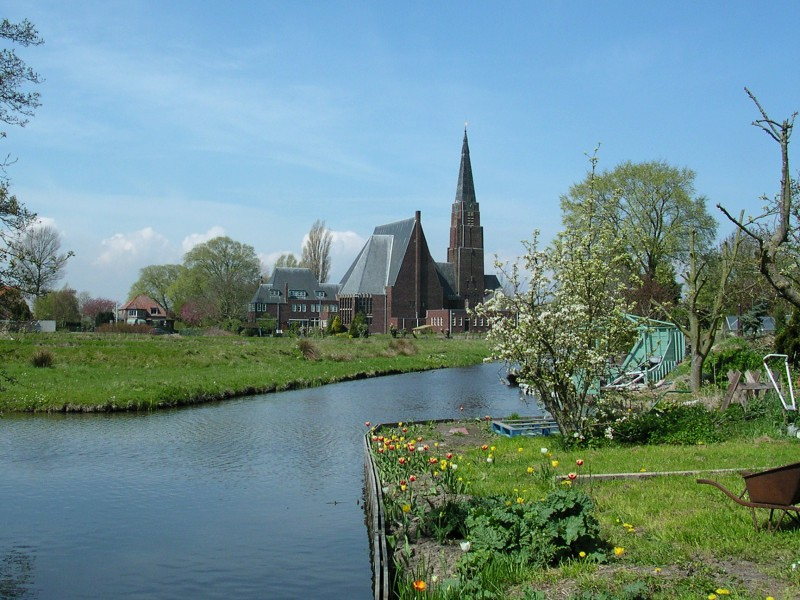
Kyrka i Andijk.

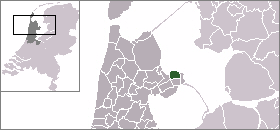
Andijks läge.

Andijk, historisk kommun i nordvästra Nederländerna i provinsen Noord-Holland. Kommunen har en area på 47,69 km² (vilket 26,49 km² utgörs av vatten) och en folkmängd på 6 423 invånare (2004).